# Tupapa Maraerenga FC
El Tupapa Maraerenga FC (comúnmente abreviado Tupapa) es un club de fútbol de la ciudad capital de las Islas Cook, Avarua.

## Entrenadores
Entre 2011 y 2012, Tony Jamieson, además de jugar como arquero, ejercía la profesión de entrenador del Tupapa. En 2013 se hizo cargo del club Delany Yaqona.

## Palmarés
- Primera División de las Islas Cook (19): 1992, 1993, 1998, 2001, 2002, 2003, 2007, 2010, 2011, 2012, 2014, 2015, 2017, 2018, 2019, 2020, 2022, 2023, 2024.
- Copa de Islas Cook (9): 1978, 2001, 2004, 2009, 2013, 2015, 2018, 2019, 2023.[2]